# استحکام (فرگشت)

شبکه‌ای از ژنوتیپهای مرتبط با جهش. هر ژنوتیپ از ۳ ژن a, b و c تشکیل شده‌است. هر ژن می‌تواند یکی از دو آلل باشد. خطوط فنوتیپ‌های مختلف را با جهش به یکدیگر پیوند می‌دهند. فنوتیپ با رنگ مشخص می‌شود. ژنوتیپ‌های abc, Abc, aBc و abC روی یک شبکه خنثی قرار دارند زیرا همگی فنوتیپ تاریک یکسانی دارند. ژنوتیپ abc قوی است، زیرا هر جهش واحدی همان فنوتیپ را حفظ می‌کند. دیگر ژنوتیپ‌ها از استحکام کمتری برخوردارند زیرا جهش‌ها فنوتیپ را تغییر می‌دهند (به عنوان مثال ABc).

در زیست‌شناسی فرگشتی، استحکام یا پایداری یک دستگاه زیستی (که استحکام بیولوژیکی یا ژنتیکی نیز نامیده می‌شود)، تداوم یک ویژگی یا صفت خاص در یک سیستم تحت اختلالات یا شرایط نبود قطعیت است. استحکام در توسعه به عنوان کانالیزه‌شدن شناخته می‌شود. با توجه به نوع آشفتگی، استحکام را می‌توان به عنوان استحکام جهشی، محیطی، نوترکیبی یا رفتاری و غیره طبقه‌بندی کرد. استحکام از طریق ترکیب بسیاری ازسازوکارهای ژنتیکی و مولکولی به دست می‌آید و می‌تواند با انتخاب مستقیم یا غیرمستقیم تکامل یابد. چندین سیستم مدل برای مطالعه تجربی استحکام و پیامدهای تکاملی آن توسعه یافته‌اند.